# Колесников, Николай Васильевич (Герой Советского Союза)
Никола́й Васи́льевич Коле́сников (1922—1943) — старший сержант Рабоче-крестьянской Красной Армии, участник Великой Отечественной войны, Герой Советского Союза (1943).

## Биография
Николай Колесников родился 13 ноября 1922 года в селе Новая Пятина (ныне — Нижнеломовский район Пензенской области). После окончания семи классов школы работал в колхозе. В 1941 году Колесников был призван на службу в Рабоче-крестьянскую Красную Армию. Участвовал в Курской битве и освобождении Украинской ССР. К октябрю 1943 года старший сержант Николай Колесников командовал орудием 1844-го истребительно-противотанкового артиллерийского полка 30-й отдельной истребительно-противотанковой артиллерийской бригады 7-й гвардейской армии Степного фронта. Отличился во время битвы за Днепр.
Расчёт Колесникова в конце сентября 1943 года переправился через Днепр в районе села Бородаевка Верхнеднепровского района Днепропетровской области Украинской ССР и принял активное участие в боях за захват и удержание плацдарма на его западном берегу. Только за первые дни артиллеристы уничтожили 6 пулемётов, несколько автомашин и большое количество вражеских солдат и офицеров. 10 октября 1943 года немецкие войска контратаковали 20 танками. Колесников уничтожил 2 из них, а затем, когда в атаку поднялась пехота, со своим расчётом находился в её рядах.
Указом Президиума Верховного Совета СССР от 26 октября 1943 года за «успешное форсирование Днепра, прочное закрепление плацдарма на его западном берегу, образцовое выполнение боевых заданий командования на фронте борьбы с немецкими захватчиками и проявленные при этом отвагу и геройство» старший сержант Николай Колесников был удостоен высокого звания Героя Советского Союза. Орден Ленина и медаль «Золотая Звезда» он получить не успел, так как 30 октября погиб в бою у села Петрово Кировоградской области. Похоронен в Петрово.
Был также награждён орденом Отечественной войны 1-й степени. Навечно зачислен в списки личного состава воинской части.
В честь Колесникова названа школа и установлен бюст в Новой Пятине.